# 姚若
姚若（?—?），南安郡赤亭县（今甘肅省隴西縣西）羌人。十六國后赵將領。羌酋姚弋仲子，後秦開國君主姚萇的哥哥。
姚若在后赵担任武卫将军。350年（东晋永和六年、后赵青龙元年），石闵、李农废黜后赵皇帝石鉴，将石鉴还有石鉴父亲石虎的二十八个孙子一起杀掉，石氏家族的人全被消灭。姚若和兄弟曜武将军姚益生率宫廷卫兵数千人冲破关卡，投奔滠头。姚弋仲率领兵众讨伐石闵，驻扎在混桥。